# The Beast in the East
The Beast in the East foi um evento ao vivo de luta livre profissional produzido pela promoção americana WWE. Aconteceu em 4 de julho de 2015, no Ryōgoku Kokugikan em Sumida, Tóquio, Japão. Além de sua transmissão ao vivo no serviço de streaming WWE Network, a J Sports também realizou o evento ao vivo no Japão.
Sete partidas foram disputadas no evento, com duas das partidas exibidas exclusivamente na J Sports. O evento principal viu John Cena e Dolph Ziggler derrotarem Kane e King Barrett. Em outras lutas, Chris Jericho lutou sua primeira luta televisionada desde Night of Champions em 2014, derrotando Neville, Finn Bálor (em sua persona "Demon") derrotou Kevin Owens para ganhar o Campeonato do NXT, e Brock Lesnar, para quem o evento foi nomeado depois, derrotou Kofi Kingston.

## Produção

### Introdução
A promoção de wrestling profissional americana WWE originalmente programou um evento house show para ser realizado em 4 de julho de 2015, no Ryōgoku Kokugikan em Sumida, Tóquio, Japão. A promoção então decidiu transmitir o evento como um especial da WWE Network e intitulou-o The Beast in the East devido ao evento com Brock Lesnar, cujo apelido é "The Beast", e devido ao evento ocorrer no Japão. Além de ser transmitido ao vivo pela WWE Network, o evento também foi transmitido ao vivo pela J Sports no Japão. Replays do evento foram ao ar na J Sports 4 no Japão com visualização sob demanda disponível tanto na WWE Network quanto na J Sports. Até o momento, o show é a única vez na história da WWE que um evento foi transmitido ao vivo do Japão.

### Histórias
O card consistia em cinco lutas, que resultavam de histórias roteirizadas, onde lutadores retratavam vilões, heróis ou personagens menos distinguíveis em eventos roteirizados que criavam tensão e culminavam em uma luta ou série de lutas, com resultados predeterminados pelos escritores da WWE. As histórias se desenrolaram nos principais programas de televisão da WWE, Raw, SmackDown e NXT.
Em 28 de maio de 2015, foi revelado que Brock Lesnar estava programado para aparecer no evento ao vivo de 4 de julho no Japão. Isso marcaria a primeira luta não-PPV de Lesnar para a WWE desde 2004. Lesnar supostamente pediu um lugar no show para que ele e Brad Rheingans pudessem ir a Tóquio para visitar Masa Saito, que estava com problemas de saúde. A WWE então lançou um vídeo promocional anunciando que o show não seria mais um house show, e seria transmitido ao vivo pela WWE Network. Um dia depois, a WWE revelou o card completo do show. Uma das lutas programadas para o evento, The New Day vs. Tyson Kidd e Cesaro, não pôde mais acontecer devido a uma lesão de Tyson Kidd, que deveria levá-lo para fora por mais de um ano. Kidd & Cesaro foram substituídos por The Lucha Dragons.
Kevin Owens defendeu seu Campeonato do NXT contra Finn Bálor no evento. No NXT TakeOver: Rival em fevereiro de 2015, Owens conquistou o Campeonato do NXT enquanto Bálor venceu um torneio para se tornar o desafiante número um. No episódio de 25 de março do NXT, Owens prevaleceu sobre Bálor, que havia dispensado sua pintura facial 'Demon', dizendo que não precisava do 'Demon' para vencer o campeão; na partida Owens aproveitou uma lesão na perna (kayfabe). No entanto, Bálor ganhou outra chance pelo título no NXT TakeOver: Unstoppable em maio, quando derrotou Tyler Breeze. Bálor prometeu que no Beast in the East Owens iria 'encontrar o Demônio'.
Hideo Itami e Tatsumi Fujinami também foram anunciados para aparecer.

## Evento
| Papel                | Nome         |
| -------------------- | ------------ |
| Comentaristas        | Michael Cole |
| Comentaristas        | Byron Saxton |
| Anunciador de ringue | Eden Stiles  |

### Lutas preliminares
Foram realizadas dark matchs, onde Cesaro derrotou Diego por finalização e The Lucha Dragons (Kalisto e Sin Cara) derrotaram The New Day (Big E e Xavier Woods).
A primeira partida foi Chris Jericho enfrentando Neville. Neville foi expulso de um Codebreaker no ar. No entanto, depois que Jericho rebateu uma tentativa do Red Arrow, Jericho forçou Neville a se submeter ao Liontamer pela vitória.
Em seguida, Nikki Bella defendeu o Campeonato das Divas contra Tamina e Paige. No meio da luta, Paige executou o Rampaige em Nikki, mas quase caiu. Tamina deu um superkick em Paige, que foi a última de Paige para a partida. Nikki derrotou Tamina após um golpe de antebraço para a vitória para manter o título.
Depois disso, Brock Lesnar enfrentou Kofi Kingston. Lesnar dominou apesar de ter sido dropado nos tensores duas vezes, mas isso não o impediu de executar três suplexes alemães. No final, Lesnar derrotou Kingston após um F-5 pela vitória. Após a partida, Lesnar entregaria mais suplexes alemães e outro F-5 em Kingston. Big E e Xavier Woods apareceram, mas Lesnar finalmente executou F5s em Big E e Woods.

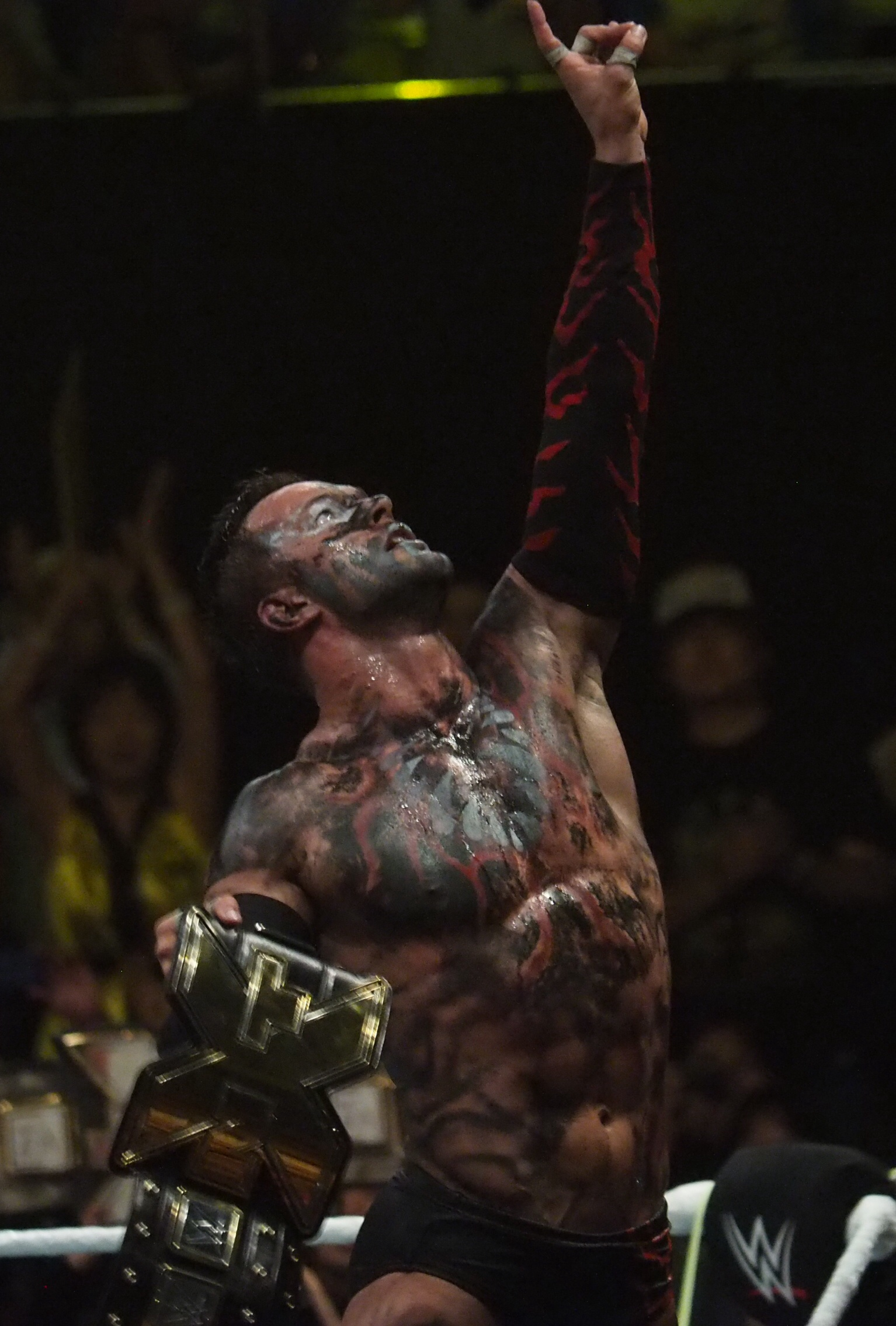
Finn Bálor comemorando sua vitória após derrotar Kevin Owens pelo Campeonato do NXT.

Na quarta luta, Kevin Owens defendeu o Campeonato do NXT contra Finn Bálor. Owens zombou de John Cena, com quem ele teve uma rivalidade, com os tackles de ombro marca registrada de Cena, powerbomb spin-out e Five Knuckle Shuffle. No entanto, Owens tornou-se uma das poucas pessoas a expulsar do Coup de Grâce. Balor derrotou Owens após um segundo Coup de Grâce pela vitória para conquistar o título.

### Evento principal
O evento principal foi o Campeão dos Estados Unidos John Cena e Dolph Ziggler enfrentando Kane e King Barrett. Barrett e Kane dominaram praticamente toda a partida. No final, Ziggler executou um superkick em Barrett e Cena executou um Attitude Adjustment em Barrett para o pin.

## Recepção
The Beast in the East recebeu críticas positivas dos críticos. A partida Owens-Bálor foi muito elogiada. Mike Johnson, do PWInsider.com, chamou a luta de "um ótimo nível de evento principal". James Caldwell, do PWTorch.com, deu à partida uma classificação de quatro estrelas e meia, a classificação mais alta da noite. Larry Csonka do 411Mania.com elogiou o visual do show, dizendo que estava longe de "o evento de TV da WWE usual e higienizado".

## Após o evento
Na San Diego Comic-Con International de 2015 em 9 de julho, uma revanche de Bálor-Owens pelo Campeonato do NXT foi marcada para o próximo show do NXT TakeOver em agosto de 2015. Mais tarde, Owens solicitou a estipulação de uma luta de escadas, dizendo que não queria que o gerente geral do NXT, William Regal, lhe custasse o título em uma situação semelhante ao Montreal Screwjob. Embora Bálor nunca tenha competido em uma luta de escadas antes, ele aceitou a estipulação e derrotou Owens.

## Resultados
| Nº                                          | Resultados                                                                           | Estipulações                                        | Tempo |
| ------------------------------------------- | ------------------------------------------------------------------------------------ | --------------------------------------------------- | ----- |
| Dark                                        | Cesaro derrotou Diego por submissão                                                  | Luta individual                                     | 8:13  |
| Dark                                        | The Lucha Dragons (Kalisto e Sin Cara) derrotaram The New Day (Big E e Xavier Woods) | Luta de duplas                                      | 6:31  |
| 1                                           | Chris Jericho derrotou Neville por submissão                                         | Luta individual                                     | 16:20 |
| 2                                           | Nikki Bella (c) derrotou Tamina e Paige                                              | Luta Triple Threat pelo Campeonato das Divas da WWE | 7:03  |
| 3                                           | Brock Lesnar derrotou Kofi Kingston                                                  | Luta individual                                     | 2:36  |
| 4                                           | Finn Bálor derrotou Kevin Owens (c)                                                  | Luta individual pelo Campeonato do NXT              | 19:25 |
| 5                                           | John Cena e Dolph Ziggler derrotaram Kane e King Barrett                             | Luta de Duplas                                      | 23:50 |
| (c) – Refere-se aos campeões antes da luta. |                                                                                      |                                                     |       |